# Filaret (Fiłarietow)
Filaret, imię świeckie Michaił Fiłarietow (ur. 1824 w Borszowie, zm. 23 lutego 1882) – rosyjski biskup prawosławny.

## Życiorys
Był synem prawosławnego diakona, jednak przedwcześnie stracił oboje rodziców. Ukończył szkołę duchowną, a następnie seminarium duchowne w Woroneżu. W 1847 uzyskał dyplom seminarium i jako najlepszy absolwent mógł kształcić się na Kijowskiej Akademii Duchownej na koszt państwa. W 1851 ukończył akademię i został na niej zatrudniony jako wykładowca. 13 listopada tego samego roku złożył wieczyste śluby mnisze, przyjmując imię zakonne Filaret, 20 listopada został wyświęcony na hierodiakona, zaś dzień później – na hieromnicha. Rok później obronił dysertację magisterską.
W 1853 został inspektorem Kijowskiej Akademii Duchownej, zaś cztery lata później otrzymał godność archimandryty. W 1858 został przeniesiony do Kazańskiej Akademii Duchownej na stanowisko inspektora i kierownika katedry teologii moralnej. W Kazaniu pozostał tylko rok, gdyż w 1859 powierzono mu stanowisko rektora seminarium duchownego w Kijowie i przełożonego monasteru św. Mikołaja na Słupie. Od 1860 zasiadał w konsystorzu eparchii kijowskiej i w komitecie ds. cenzury literatury duchownej. W tym samym roku objął stanowisko rektora Kijowskiej Akademii Duchownej. Równocześnie wykładał na niej Pismo Święte, w 1860 otrzymał tytuł profesorski. Tradycyjnie łączył również stanowisko z obowiązkami przełożonego monasteru Objawienia Pańskiego w Kijowie.
Archimandryta Filaret kierował reorganizacją Kijowskiej Akademii Duchownej po tym, gdy w 1869 Świątobliwy Synod Rządzący wprowadził nowy status wewnętrzny wyższych szkół teologicznych w Rosji. Jego wykłady cieszyły się dużą popularnością. Założył w Kijowie pismo Rukowodstwo dla sielskich pastyriej, redagował również wydawane przy Kijowskiej Akademii Duchownej pisma Woskriesnoje cztienije oraz naukowy periodyk Trudy Kijewskoj Duchownoj Akadiemii, gdzie publikował swoje studia biblistyczne, poświęcone Księdze Koheleta i Księdze Hioba.
28 lipca 1874 został wyświęcony na biskupa humańskiego, wikariusza eparchii kijowskiej. Trzy lata później został wyznaczony na ordynariusza eparchii ryskiej i mitawskiej. Pracę duszpasterską w Rydze Filaret opisywał jako niezwykle trudną. W okresie zarządzania eparchią przez Filareta trwały konwersje chłopów łotewskich na prawosławie, motywowane przede wszystkim nadzieją na pozyskiwanie nadziałów ziemi. Większość tak pozyskanych wiernych nie angażowała się realne w życie Cerkwi. Filaret ukończył również budowę seminarium duchownego w Rydze i przekazał część prywatnej biblioteki na jego potrzeby. Utworzył żeński monaster w Iłukszcie w miejsce męskiego i doprowadził do powstania przy nim szkoły dla dziewcząt, w której mogły uczyć się również córki chłopów. Wspierał rozwój podstawowych szkół parafialnych, dążył do tego, by w pierwszej kolejności przyjmowano do nich dzieci chłopów, którzy przeszli na prawosławie. Jego postawa sprawiła, że zyskał znaczny szacunek w kołach rządowych.
Zmarł nieoczekiwanie w 1882. Ponieważ cieszył się dobrym zdrowiem, po jego zgonie pojawiły się sugestie, jakoby został otruty przez niechętnych mu Niemców. Został pochowany w cerkwi Świętych Piotra i Pawła w Rydze.